# Eugene Henry Cozzens Leutze

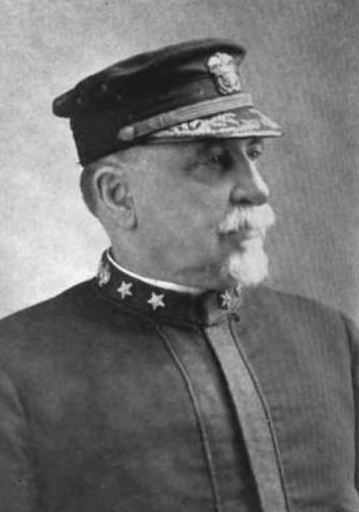
Eugene Henry Cozzens Leutze

Eugene Henry Cozzens Leutze (* 16. November 1847 als Eugen Heinrich Coozens Leutze in Düsseldorf; † 1. September 1931 in New York City) war ein US-amerikanischer Rear Admiral.

## Leben
1859 kam Leutze mit seiner Familie in die Vereinigten Staaten, wo sein Vater, der arrivierte deutsch-amerikanische Historienmaler Emanuel Leutze, den Auftrag erhielt, Sitzungssäle des Kongresses und des Senats im Kapitol mit Wandgemälden auszuschmücken. Sein Vater malte ihn auf mehreren Familienbildnissen, auch als Dreijährigen in Düsseldorf mit einer Flagge der Vereinigten Staaten, die in dieser Zeit vermutlich als Requisite in dem Gemälde Washington Crossing the Delaware diente.
Am 4. März 1863 als junger Marinekadett unter Präsident Abraham Lincoln zur United States Naval Academy zugelassen, wurde er während des Sezessionskriegs im folgenden Sommer an Bord der USS Monticello Zeuge der Atlantikblockade der Nordstaaten gegen die Südstaaten. 1867 graduierte er. Im Laufe seiner Militärkarriere bei der United States Navy hatte er verschiedene Einsätze, speziell in Mittelamerika. Als kommandierender Seeoffizier der USS Alert unterstützte er Friedensverhandlungen zwischen den Repräsentanten der Staaten Costa Rica und Nicaragua an Bord seines Schiffes. Als Kapitän der USS Monterey fuhr er im Spanisch-Amerikanischen Krieg zur Verstärkung von der Flotte von George Dewey nach Manila, wo er zugegen war, als die Stadt kapitulierte.

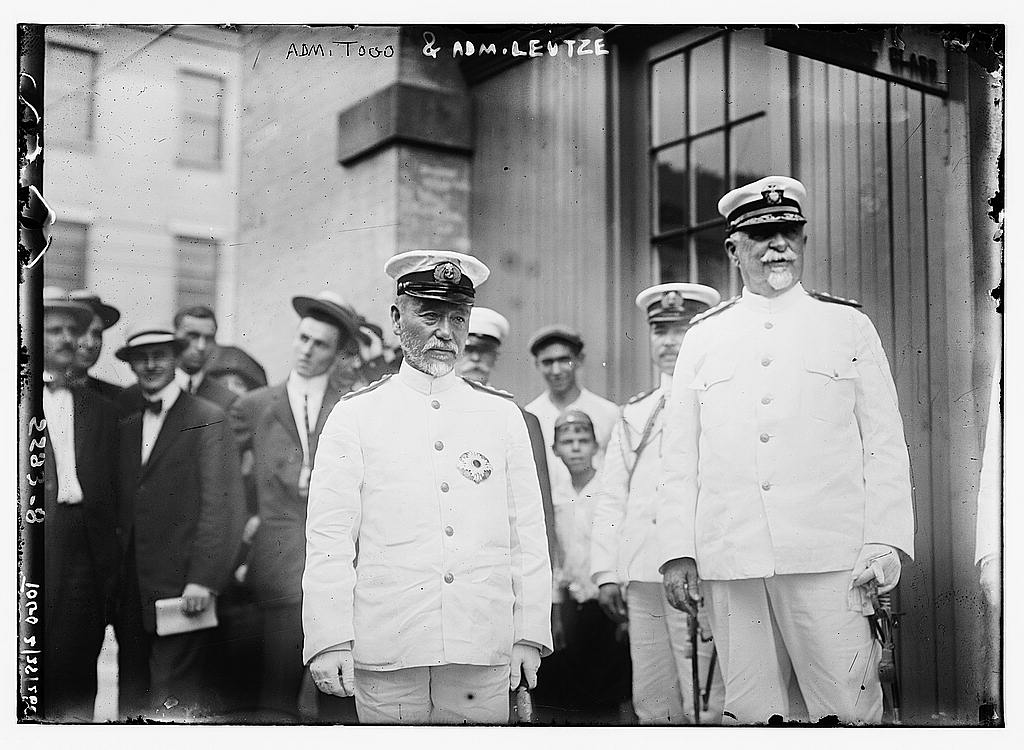
Leutze (rechts) bei einer Begegnung mit dem japanischen Admiral Tōgō Heihachirō am 16. August 1911

Als talentierter Organisator und Superintendent der Naval Gun Factory wurde er 1907 zum Rear Admiral befördert. Von 1905 bis 1910 war er Kommandant des Washington Navy Yard. Er beendete seine aktive Laufbahn als Kommandant des 3rd Naval District und des New York Navy Yard am 6. Juni 1912. Im Alter von 83 Jahren starb Leutze im Brooklyn Naval Hospital. Seine Grabstätte liegt auf dem Nationalfriedhof Arlington.
Leutze war verheiratet mit Julia Jarvis McAlpine Leutze (1846–1925). Mit ihr hatte er den Sohn Trevor William (1877–1966) und die Tochter Marion Alice (1887–1965). Durch seine Tochter wurde er Schwiegervater des Rear Admirals Gilbert Jonathan Rowcliff (1881–1963).
Zu seinem Andenken wurde der Leutze Park benannt, eine Fläche am Washington Navy Yard zwischen dem Naval Historical Center (Building 57) und dem Tingey House, der Residenz des Chief of Naval Operations. Die Fläche dient für Paraden und Zeremonien, die bei Abschieden und Kommandowechseln stattfinden. Des Weiteren wurde 1942 auf ihn die Leutze getauft, ein zur Fletcher-Klasse gehörender Zerstörer.